# Natacha Ngoye Akamabi
Natacha Ngoye Akamabi (née le 15 août 1993 à Pointe-Noire) est une athlète de la République du Congo, spécialiste du sprint.

## Biographie
Elle a remporté deux médailles d'or aux Jeux de la Francophonie de 2017 à Abidjan. Elle a aussi représenté son pays la Republique du Congo sur le 400 mètres aux Championnats du monde d'athletisme en salle 2012, sans dépasser le premier tour.
Aux championnats d'Afrique d'Asaba, Natacha Ngoye Akamabi confirme sa progression au sein de l'élite du sprint continental en atteignant la finale du 100 m (11 s 97) avec un vent très défavorable (-2.4 m/s).
En 2019, au Grand Prix de la Confédération africaine d'athlétisme de Yaoundé, elle améliore son record personnel dans ses deux disciplines de prédilection que sont le 100 m (11 s 41) et le 200 m (23 s 04), en remportant la compétition.
Lors des Jeux africains de 2019 de Rabat, elle atteint la finale en se classant cinquième, toujours dans les deux disciplines.
Elle est disqualifiée lors des séries du 200 m aux Championnats du monde d'athlétisme 2019 de Doha.
Pour sa première participation aux Jeux mondiaux militaires à Wuhan en 2019, elle participe aux finales du 100 m (11 s 81) et du 200 m (23 s 65), en se classant respectivement à la septième et cinquième place.
Elle est nommée porte-drapeau de la délégation congolaise aux Jeux olympiques d'été de 2020 à Tokyo ainsi qu'aux Jeux olympiques d'été de 2024 à Paris.
À l’issue du deuxième tour de sélection, Natacha Ngoye Akamabi termine à la 6e place, synonyme de disqualification.

## Palmarès

### Compétitions internationales
| Date | Compétition                                     | Lieu                                       | Résultat | Épreuve        | Temps                  |
| ---- | ----------------------------------------------- | ------------------------------------------ | -------- | -------------- | ---------------------- |
| 2010 | Championnats d'Afrique                          | Nairobi, Kenya                             | 21e      | 200 m          | 25 s 76 (séries)       |
| 2010 | Championnats d'Afrique                          | Nairobi, Kenya                             | 28e      | 400 m          | 62 s 01 (séries)       |
| 2011 | Jeux africains                                  | Maputo, Mozambique                         | 16e      | 400 m          | 60 s 40 (demi-finale)  |
| 2012 | Championnats du monde en salle                  | Istanbul, Turquie                          | 23e      | 400 m          | 58 s 21 (séries)       |
| 2012 | Championnats d'Afrique                          | Porto-Novo, Benin                          | 14e      | 200 m          | 24 s 59 (demi-finale)  |
| 2013 | Jeux de la Francophonie                         | Nice, France                               | 14e      | 400 m          | 57 s 11 (séries)       |
| 2014 | Championnats d'Afrique                          | Marrakech, Maroc                           | 10e      | 200 m          | 24 s 06 (demi-finale)  |
| 2014 | Championnats d'Afrique                          | Marrakech, Maroc                           | 16e      | 400 m          | 55 s 40 (séries)       |
| 2015 | Jeux africains                                  | Brazzaville, République du Congo           | 5e       | 200 m          | 23 s 61 (finale)       |
| 2015 | Jeux africains                                  | Brazzaville, République du Congo           | 17e      | 400 m          | 54 s 91 (séries)       |
| 2015 | Jeux africains                                  | Brazzaville, République du Congo           | 5e       | Relais 4x400 m | 3 min 49 s 40 (finale) |
| 2016 | Championnats d'Afrique                          | Durban, Afrique du Sud                     | 20e      | 200 m          | 24 s 54 (demi-finale)  |
| 2017 | Jeux de la Francophonie                         | Abidjan, Côte d'Ivoire                     | 1re      | 100 m          | 11 s 56                |
| 2017 | Jeux de la Francophonie                         | Abidjan, Côte d'Ivoire                     | 1re      | 200 m          | 23 s 39                |
| 2017 | Jeux de la Francophonie                         | Abidjan, Côte d'Ivoire                     | 4e       | Relais 4x400 m | 46 s 29 (finale)       |
| 2018 | Championnats d'Afrique                          | Asaba, Nigeria                             | 7e       | 100 m          | 11 s 97 (finale)       |
| 2018 | Championnats d'Afrique                          | Asaba, Nigeria                             | 6e       | 200 m          | 23 s 63 (finale)       |
| 2019 | Grand Prix Confédération africaine d'athlétisme | Yaoundé                                    | 1re      | 100 m          | 11 s 41                |
| 2019 | Grand Prix Confédération africaine d'athlétisme | Yaoundé                                    | 1re      | 200 m          | 23 s 04                |
| 2019 | Jeux africains                                  | Rabat                                      | 5e       | 100 m          | 11 s 54 (finale)       |
| 2019 | Jeux africains                                  | Rabat                                      | 5e       | 200 m          | 23 s 44 (finale)       |
| 2019 | Championnats du monde                           | Doha                                       | -        | 200 m          | Disqualifiée (séries)  |
| 2019 | Jeux mondiaux militaires                        | Wuhan                                      | 7e       | 100 m          | 11 s 81 (finale)       |
| 2019 | Jeux mondiaux militaires                        | Wuhan                                      | 5e       | 200 m          | 23 s 65 (finale)       |
| 2023 | Jeux de la Francophonie                         | Kinshasa, République démocratique du Congo | 3e       | 100 m          | 11 s 44                |
| 2023 | Jeux de la Francophonie                         | Kinshasa, République démocratique du Congo | 2e       | Relais 4x100 m | 45 s 49                |
| 2024 | Jeux africains                                  | Accra                                      | 3e       | 200 m          | 23 s 42                |

## Records personnels
Les records personnels de cette athlète sont les suivants :

### Plein air
| Épreuve          | Temps              | Lieu                                       | Date              |
| ---------------- | ------------------ | ------------------------------------------ | ----------------- |
| 100 m            | 11 s 22 (+0,5 m/s) | République démocratique du Congo, Kinshasa | 31 juillet 2023   |
| 200 m            | 23 s 01 (-0,2 m/s) | République démocratique du Congo, Kinshasa | 3 août 2023       |
| 400 m            | 54 s 31            | Bénin, Porto-Novo                          | 27 juin 2012      |
| Relais 4 × 100 m | 45 s 49            | République démocratique du Congo, Kinshasa | 2 août 2023       |
| Relais 4 × 400 m | 3 min 49 s 46      | République du Congo, Brazzaville           | 17 septembre 2015 |

### En salle
| Épreuve | Temps   | Lieu                 | Date            |
| ------- | ------- | -------------------- | --------------- |
| 60 m    | 7 s 42  | France, Nantes       | 28 janvier 2023 |
| 200 m   | 24 s 87 | France, Val-de-Reuil | 2 décembre 2022 |
| 400 m   | 58 s 21 | Turquie, Istanbul    | 9 mars 2012     |